# Ffernfael ab Ithel
Ffernfael ab Ithel roi de Gwent de 745 à  775

## Contexte
Après la mort Ithael ap Morgan son vaste royaume qui comprend le Gwent et le Glywysing est partagé entre ses fils. Ffernfael [Ier] devient roi de Gwent où ses descendants se maintiennent pendant les deux prochaines générations, alors que ses frères Rhys ap Ithael, Meurig et Rhodri se partagent le Glywysing. Les hostilités permanentes sur les frontières du Pays de Galles semblent s'arrêter pendant le règne de Ffernfael vraisemblablement parce que des guerres civiles éclatent en Mercie et que se royaume doit faire face à la rivalité accrue du  royaume de Wessex. Ffernfael qui meurt en 775 selon les Annales Cambriae a pour successeur son fils Arthrwys ap Ffernfael.

## Sources
- (en) Peter Bartrum, A Welsh classical dictionary: people in history and legend up to about A.D. 1000, Aberystwyth, National Library of Wales, 1993 (ISBN 9780907158738), p. 299  FFERNFAEL ab ITHEL ap MORGAN. (d.775).
- (en) Timothy Venning, The Kings & Queens of Wales, Stroud, Amberley Publishing, 2013, 224 p. (ISBN 978-1-4456-1577-6, lire en ligne)